# Jenpien Funde FC
A Jenpien Funde FC (nyugati sajtóbanː Yanbian Funde FC), (kínaiulː 延边富德) egy 1994-ben alapított kínai labdarúgóklub. Székhelye Yanji városában található. Jelenleg a kínai első osztályban szerepel. Mérkőzéseit a 30 ezer néző befogadására alkalmas Yanji Nationwide Fitness Centre Stadionban játssza.
A klub jogelődje az 1955-ben alapított Jilin FC, amely egy bajnoki címet nyert a jelenlegi első osztály létrehozása előtt, azonban 1994-ben, a professzionális rendszer bevezetése óta nem tudott a Kínai Szuper Liga élén végezni. 2000-ben a klub kiesett az első osztályból, ezt követően 2004-ben jutottak vissza a másod- , majd 2015-ben az első osztályba, miután egy ideig a harmadik vonalban szerepeltek, mint a Zhejiang Lücheng tartalékcsapata.

## Története
1955-ben Csilin város önkormányzata támogatta az ötletet, miszerint a városban élő nagyszámú koreai közösség köré épülve sportszervezet alakuljon, majd nevezzen az abban az időben még amatőr, de egyre bővülő labdarúgó-bajnokságba. Első sikerüket tíz év múlva érték el, amikor a klub megnyerte története mindmáig egyetlen élvonalbeli bajnoki címét. A kínai forradalom a sportra is rányomta a bélyegét, így az akkor még Jilin FC néven szereplő csapatnak nem volt lehetősége megvédenie címét, a bajnokság újraindítása után 1973-ban a hetedik helyen fejezték be az idényt. Az ezt követő években többször csak a másodosztályban szerepeltek, majd a Kínai labdarúgó-szövetség az 1988-as idényt követően átalakította a bajnoki rendszert, aminek következtében a klub egészen a harmadosztályig zuhant vissza.
1990-ben megnyerték az osztály küzdelmeit, így egy szinttel feljebb léptek, 1994-ben pedig az akkor alakuló profi Jia- A League-ben is szerephez jutottak. A csapat ekkor változtatta nevét Jilin Samsung Football Club-ra, főszponzora a Samsung jelentős támogatásának köszönhetően. A koreai Choi Eun-taek vezetésével 1997-ben a negyedik helyet szerezték meg a bajnokságban. Ezt az eredményt nem tudták megismételni, Choi távozott, a csapat pedig 2000-ben kiesett az élvonalból. Ekkor a klub olyan anyagi körülmények közé került, hogy 25 millió jüanért eladta az indulási jogát a Zhejiang Lucheng (ma Hangzhou Greentown FC) csapatának, és annak fiókcsapataként újra a harmadik vonalban szerepelt. Végül 2004-ben jutottak vissza a másodosztályba.
2013. február 8-án a Labdarúgó Szövetség 500 ezer jüan bírságot és 3 pont levonást rótt ki a csapatra, miután kiderült, hogy a klub játékosai kenőpénzt fogadtak el az ellenfél Pharmaceutical FC-től, még egy 2006-os bajnoki vereséget megelőzően. Gao Hui, a klub elnöke hároméves börtönbüntetést kapott 2012. február 18-án, miután bűnössége bebizonyosodott. Abban az időben a kínai szövetség kiemelkedő lépéseket tett a bundázás visszaszorításának érdekében.
A következő években több névváltoztatáson is átesett a klub, a 2014-es idényben a 16. helyen zártak a másodosztályban, bennmaradásukat annak köszönhették, hogy a Shaanxi Wuzhou hirtelen visszalépett a bajnokságtól. A Funde Holdings biztosító társasággal 2015. június 26-án írtak alá egy négyéves, 80 millió jüanról szóló szponzorációs szerződést.

## Név változtatások
Megalapítása óta a klubnak a neve és a címere is változott, a táblázatban ezek vannak feltüntetve.
| Periódus  | Klub neve               | A csapat teljes neve                   |
| --------- | ----------------------- | -------------------------------------- |
| 1955–1957 | Jilin FC                | Jilin                                  |
| 1957–1958 | Changchun FC            | Changchun                              |
| 1959–1986 | Jilin FC                | Jilin                                  |
| 1987      | Jilin FC                | Yanji Blue Cat(Névadó szponzor)        |
| 1988      | Jilin FC                | Jilin                                  |
| 1989      | Jilin FC                | Yanbian University(Névadó szponzor)    |
| 1990–1992 | Jilin FC                | Jilin                                  |
| 1993      | Jilin FC                | Jilin Samsung(Névadó szponzor)         |
| 1994      | Yanbian FC              | Jilin Samsung(Névadó szponzor)         |
| 1995–1996 | Yanbian FC              | Yanbian Hyundai Motor(Névadó szponzor) |
| 1997–1998 | Yanbian FC              | Yanbian Aodong(Névadó szponzor)        |
| 1999–2000 | Yanbian FC              | Jilin Aodong(Névadó szponzor)          |
| 2001–2003 | Yanbian FC              | Yanbian                                |
| 2004      | Yanbian FC              | Yanbian Century(Névadó szponzor)       |
| 2005–2010 | Yanbian FC              | Yanbian                                |
| 2011–2013 | Yanbian Baekdu Tiger FC | Yanbian Baekdu Tiger                   |
| 2014      | Yanbian Baekdu FC       | Yanbian Quanyangquan(Névadó szponzor)  |
| 2015      | Yanbian Baekdu FC       | Yanbian Baekdu                         |
| 2016–     | Yanbian FC              | Yanbian Funde                          |

## Jelenlegi keret
2016 februárja szerint
| #  |        | Poszt | Név               |
| -- | ------ | ----- | ----------------- |
| 1  | Kína   | K     | Yin Guang         |
| 6  | Kína   | CS    | Li Xun            |
| 7  | Kína   | KP    | Han Guanghui      |
| 8  | Kína   | KP    | Chi Zhongguo      |
| 9  | KOR    | CS    | Kim Seung-dae     |
| 10 | Gambia | KP    | Bubacarr Trawally |
| 11 | Kína   | KP    | Cui Ren           |
| 12 | Kína   | V     | Jiang Hongquan    |
| 13 | Kína   | CS    | Jin Bo            |
| 14 | KOR    | KP    | Yoon Bit-garam    |
| 15 | Kína   | V     | Han Qingsong      |
| 16 | Kína   | CS    | Wu Yongchun       |
| 17 | Kína   | V     | Piao Shihao       |
| 18 | KOR    | CS    | Ha Tae-goon       |

| #  |              | Poszt | Név             |
| -- | ------------ | ----- | --------------- |
| 19 | Kína         | KP    | Li Hao          |
| 20 | Kína         | V     | Cui Min         |
| 21 | Kína         | V     | Jin Xian        |
| 22 | Kína         | K     | Chi Wenyi       |
| 23 | Kína         | V     | Pei Yuwen       |
| 24 | Kína         | KP    | Li Haojie       |
| 25 | Kína         | V     | Jin Hongyu      |
| 26 | Magyarország | V     | Guzmics Richárd |
| 29 | Kína         | KP    | Exmetjan Ekber  |
| 30 | Kína         | V     | Yin Changji     |
| 31 | Kína         | K     | Dong Jialin     |
| 32 | Kína         | K     | Li Junyu        |
| 33 | Kína         | CS    | Sun Jun         |

## Szakmai stáb[16]
- Vezetőedzőː  Park Tae-ha
- Másodedzőː  Choi Moon-Sik
  Liu Jianjiang 
  Wen Huyi
- Kapusedzőː  Kim Sung-soo
- Ifjúsági edzőː  Wang Sun-jae

### A klub edzői
| - Piao Wanfu (1962–66) - Li Huen (1991–95) - Zheng Zhongxie (1995) - Li Huen (1996) - Choi Eun-taek (1997–98) - Gao Hui (1998–00) - Li Huen (2000–03) - Gao Hui (2004–07) - Zhao Yongyuan (2008–09) - Jin Guangzhu (2009–11) | - Zheng Xianglong (2011–12) - Cho Keung-yeon (2012) - Jin Guangzhu (megbízott) (2012) - Cho Keung-yeon (2013) - Li Guanghao (megbízott) (2013) - Li Huen (2014) - Li Guanghao (2014) - Gao Zhongxun (megbízott) (2014) - Park Tae-ha (2015–) |

## Sikerlista
- Chinese Jia-A League /Kínai Szuperliga

Győztes (1): 1965
- Chinese Jia-B League / Kínai League One

Győztes (1): 2015
- Chinese Yi League / Kínai League Two

Győztes (1): 1990